# Zastocze (Podlachie)
Pour les articles homonymes, voir Zastocze.
Zastocze (prononciation : [zasˈtɔt͡ʂɛ]) est un village polonais de la gmina de Krypno dans le powiat de Mońki et dans la voïvodie de Podlachie. Il se situe à environ 5 kilomètres au sud de Krypno, à 10 kilomètres au nord-ouest de Mońki et à 31 kilomètres au nord-ouest de Białystok. 